# Sénégal aux Jeux olympiques d'été de 1968
 (décembre 2018).